# 라세이냐이구

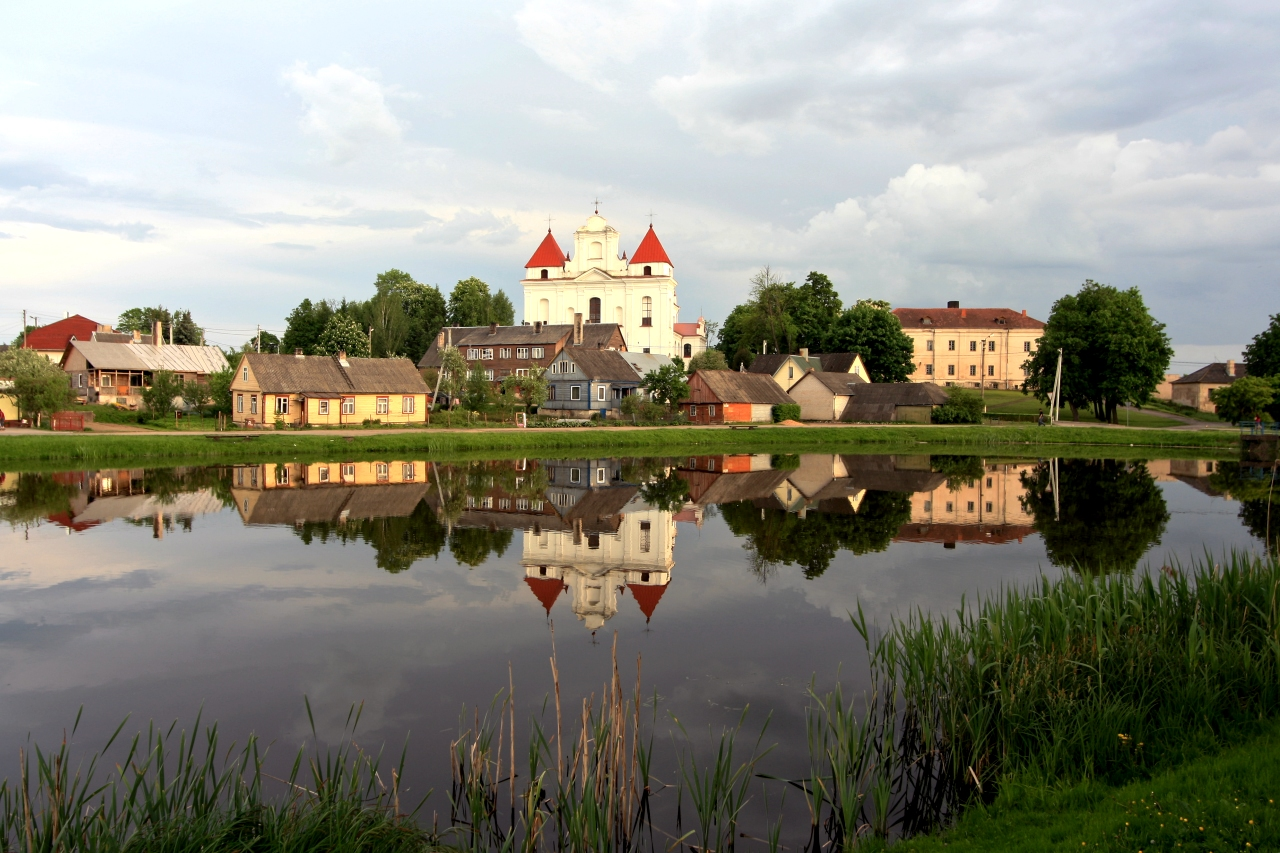
라세이냐이에 위치한 연못

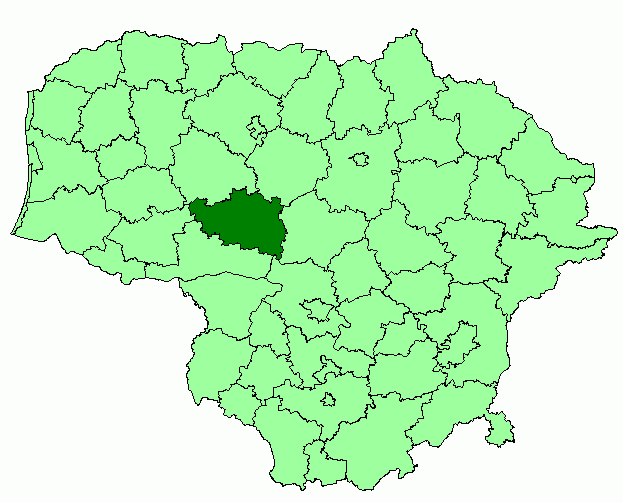
라세이냐이구의 위치

라세이냐이구(리투아니아어: Raseinių rajono savivaldybė)는 리투아니아 카우나스주를 구성하는 8개 지방 자치체 가운데 하나로 행정 중심지는 라세이냐이이며 면적은 1,573km2, 인구는 35,013명(2015년 기준), 인구 밀도는 22.3명/km2이다. 12개 장로구를 관할한다. 카우나스주 케다이냐이구, 카우나스구, 타우라게주 유르바르카스구, 타우라게구, 샤울랴이주 켈메구, 라드빌리슈키스구와 접한다.

지방 자치체 문장